# Селище Москворіцького ліспаркгоспу
Москворіцького ліспаркгоспу (рос. Москворецкого леспаркхоза) — селище в Одинцовському районі Московської області Російської Федерації.

## Розташування
Селище Москворіцького ліспаркгоспу входить до складу міського поселення Одинцово, воно розташовано на південь від Одинцова, поруч із Будьоновським шосе. Найближчі населені пункти, Будинку відпочинку МПС «Берізка», Передєлки, Вирубово, Хутір Одинцовський. Найближча залізнична станція Баковка.

## Населення
Станом на 2010 рік у селі проживало 43 людини.